# Носович, Анатолий Леонидович
Анатолий Леонидович Носович (27 октября 1878 — 25 января 1968, Ницца) — русский военачальник, полковник РИА, генерал-майор ВСЮР. Участник Первой мировой войны и Гражданской войны в России.

## Биография
Окончил Псковский кадетский корпус, Николаевское кавалерийское училище (1899) и Николаевскую академию Генерального штаба (1910).
Участник Первой мировой войны. Служил в лейб-гвардии Уланском Его Величества полку (1916). В марте — июле 1917 года командир 466-го Малмыжского пехотного полка. Георгиевский кавалер.
С мая 1918 года в Красной армии. В мае—июле был начальником штаба Северо-Кавказского военного округа. Арестован 10 августа 1918 года по подозрению в контрреволюционных действиях по инициативе И. В. Сталина, арестовавшего почти весь штаб СКВО, примерно через месяц освобождён по настоянию наркомвоена Л. Д. Троцкого. Находился в резерве (в распоряжении Главкома Троцкого) с июня по сентябрь 1918. Затем в распоряжении (помощник) командующего Южным фронтом П. П. Сытина. 22 октября 1918 года был снят с должности.
Не позднее 5 ноября 1918 года, прихватив секретные документы, перешёл на сторону Белой армии на участке 8-й Красной армии, после чего был арестован весь штаб округа.
Бывший генерал Носович бежал к белым при следующих обстоятельствах. Состоя около двух месяцев в распоряжении главкома т. Вацетиса в его ставке в г. Арзамасе, Носович был командирован из ставки главкома на Южный фронт для личного ознакомления с расположением войсковых частей на этом фронте. По прибытии в штаб Южного фронта в г. Козлов, Носович явился к командующему Южным фронтом т. Сытину и, показав предписание главкома, поехал осматривать фронт VIII армии в г. Воронеж. После его отъезда командующий Южным фронтом т. Сытин вызвал к прямому проводу командарма VIII т. Чернявина и, осведомив его о поездке Носовича, приказал назначить для сопровождения Носовича кого-либо из членов Реввоенсовета VIII армии. Был назначен для сопровождения Носовича партийный работник Бутенко. Носович и Бутенко на автомобиле со станции Лиски уехали на станцию Таловую к казакам.

— Б. Шехаев «Боевая жизнь 16-й стрелковой...» Гос. Воениздат 1926 год. Стр. 20
Это бегство помогло обеспечить успех Добровольческой армии в боях 1919 года на юге России. Однако по воспоминаниям самого Носовича, сначала командование Добровольческой армии хотело просто расстрелять его без суда за службу у красных. В Добровольческой армии генерала А. И. Деникина Носович, в январе или в феврале 1919 года получил должность члена Особого совещания при Главкоме, а в Русской армии генерала П. Н. Врангеля — начальника тылового района по борьбе с партизанами, занимая его с марта 1919 по ноябрь 1920 года.
В докладе командующего Крымской повстанческой армией А. В. Мокроусова в штаб Юго-Западного фронта отмечалось: «Для борьбы с партизанщиной врангелевский штаб имеет специальную армию, которой командует генерал Носович, в состав армии входят карательные отряды, составленные из немцев, болгар, юнкеров, казаков и государственной стражи в городах: из буржуазии, инвалидов-офицеров. Отрядов таких 50 по 200 человек, хорошо вооруженных, расположены — Судак, Старый Крым, Салы, Чермалык, Сартаны, Султан-Сарай, Карасубазар, Розенталь-Зуя, Мазанка, Тавель, Саблы, Бешуи, Мангуш, Бахчисарай, Бешуйские шахты, Ялта, Гурзуф, Козьма-Демьяновский монастырь, Узенбаш, что в трех верстах на шоссе юго-западнее Корбека, в Алуште, Кучук-Узень. Об отрядах, расположенных вне указанных пунктов, сведений не имеется. Во время проявления активности партизанами белые перебрасывают для облавы леса регулярные части с фронта, исключительно дроздовцев, марковцев, корниловцев и семеновцев».
Затем в эмиграции во Франции. Под псевдонимом А. Черноморцева публиковался в белой прессе. Умер в Ницце.

## Награды
- Орден Святого Владимира IV степени с мечами и бантом (19.11.1914).
- Георгиевское оружие (11.09.1916).
- Орден Святого Владимира III степени (16.11.1916).
- Орден Святого Георгия IV степени (06.09.1917).

## Киновоплощение
- 1942 — «Оборона Царицына» — Владимир Гремин

## Сочинения
Серия очерков полковника Анатолия Леонидовича Носовича публиковались в течение 1919 года в ростовском журнале «Донская волна».
В 2010 году очерки были выпущены книгой:
- Носович А. Л. Красный Царицын. Взгляд изнутри. Записки белого разведчика. — М.: АИРО-XXI, 2010. — 500 экз. — ISBN 987-5-91022-103-5 .

В 2021 г. впервые вышло полное издание воспоминаний Носовича о Гражданской войне из архива во Франции, а также его документов и публицистики.
- Носович А. Л. Белый агент в Красной армии: воспоминания, документы, статьи Архивная копия от 8 октября 2021 на Wayback Machine. Под ред. А. В. Ганина. М.; СПб.: Нестор-История, 2021. 576 с.: ил.